# Mariestads
Mariestads is een Zweeds biermerk. Het bier werd oorspronkelijk gebrouwen in de Mariestads Bryggeri in Mariestad. Die werd in 1967 overgenomen door Spendrups Bryggeri en vijf jaar later gesloten.
In 2000 bracht Spendrups opnieuw bier op de markt onder de naam Mariestads, weliswaar elders gebrouwen.

## Assortiment
Het assortiment omvat in 2017:
- Mariestads Old Ox (bokbier, gelanceerd in 1957, alcoholpercentage 6,9%)
- Mariestads Dunkel (5,8%)
- Mariestads Export (2,8,  3,5 of 5,3%)
- Mariestads Continental (4,2%)
- Mariestads Klass II (3,5%)
- Mariestads Ofiltrerad Export (5,8%)
- Mariestads Päskbrygd (donker Paasbier, 2,1, 3,5 of 5,8%)
- Mariestads Julebrygd (amberkleurig kerstbier, 5,8%)
- Mariestads alkoholfri ( 0,5 %)
- Mariestads alkoholfri julebrygd (amberkleurig kerstbier, 0,5%)

## Speciale bieren
Spendrups brengt ook speciale Mariestads-bieren in beperkte hoeveelheden uit, op recepten van brouwmeester Richard Bengtsson. Deze worden verkocht in genummerde flessen van 75 cl. De eerste reeksen zijn:
- Mariestads Kanalporter (6,0% - 1500 flessen)
- Mariestads Ekfatslagrad Imperial (8,0% - 1800 flessen)
- Mariestads Rökig Kustlager (6,0% - 1800 flessen)
- Mariestads Ostindien Strong Ale (10% - 1800 flessen)
- Mariestads Svart Inland Pilsner (zwart pilsbier, 4,8% - 2000 flessen)